# 凯法洛蒂里奶酪
凯法洛蒂里奶酪（羅馬化：kefalotyri）源產自希臘，不過現時整個希臘半島亦有生產。原裝希臘生產的凯法洛蒂里奶酪結構緊密，芝士肉呈白色，上面有一些小洞眼，有一陣堅果的香味。